# Светлое (Киевская область)
Светлое (укр. Світле) — село, входит в Мироновский район Киевской области Украины.
Население по переписи 2001 года составляло 103 человека. Почтовый индекс — 08833. Телефонный код — 273.

## Местный совет
08833, Київська обл., Миронівський район, с. Польове, вул. Леніна,15 (укр.)